# France Koblar
France Koblar, slovenski literarni zgodovinar, gledališki kritik, urednik in prevajalec, * 29. november 1889, Železniki, † 11. januar 1975, Ljubljana.

## Življenje in delo
Rodil se je v revni kovaški družini očetu Francu st. in materi Elizabeti (rojena Logar). Osnovno šolo in klasično gimnazijo je obiskoval v Ljubljani, kjer je leta 1911 maturiral. Nato je na Dunaju študiral slavistiko in latinščino. Leta 1921 je diplomiral iz slavistike, 1923 pa še iz latinščine. Doktorski naslov je dosegel leta 1941 z disertacijo o Ketteju. V letih 1919–1946 je bil profesor, sprva na drugi realni državni gimnaziji na ljubljanskih Poljanah in na drugih šolah.
Bil je književni kritik, esejist in dolgoletni gimnazijski profesor. Posvečal se je kritiki in publicistiki. Prevajal je iz nemščine, hrvaščine in poljščine. V letih 1910 in 1911 je v reviji Dom in svet sodeloval s svojimi pesmimi pod psevdonimom Ksaver, 1911–25 je bil skupaj s Francetom Steletom urednik te revije, 1933-37 pa njen glavni urednik (kot takšen je aprila 1937 objavil Kocbekov esej Premišljevanje o Španiji). V letih 1937-45 je bil predsednik Društva slovenskih književnikov, na novoustanovljeni Akademiji za igralsko umetnost je bil jeseni leta 1945 imenovan za rednega profesorja za zgodovino dramatike (do upokojitve leta 1970; v letih  1952-56 je bil tudi njen rektor). Leta 1964 je bil izvoljen za rednega člana SAZU; 1972-75 je bil tudi upravnik Inštituta za slovensko narodopisje SAZU. Bil je odbornik, podpredsednik in 1966-75 predsednik Slovenske matice.  
V letih 1929–32 je delal na Radiu Ljubljana kot dramski in kulturni referent, v letih 1935–1941 pa je bil vodja uprave in programa. Uprizoril je skoraj vso slovensko in velik del svetovne dramatike. Kritično je ocenil izvirno slovensko dramatiko od A. T. Linharta do tedanjega časa. Uredil je in s kritičnimi komentarji opremil zbrana dela Jožeta Cvelbarja, Dragotina Ketteja, Simona Gregorčiča, Josipa Stritarja, Franceta Bevka, Frana Saleškega Finžgarja, Ivana Preglja in Izidorja Cankarja. O Simonu Gregorčiču je leta 1962 napisal biografsko monografijo. Bil je dejaven član uredniškega odbora Slovenskega biografskega leksikona. V Železnikih se je v okviru Prosvetnega društva pod njegovim vodstvom oblikovala odlična igralska skupina. Med drugim je napisal dramo Županova Micka v slovstvu in na odru. Smrt je prekinila njegovo pisanje spremne besede k izdaji Bevkovega Kaplana Martina Čedermaca. 
Od leta 1950 bil častni član Slavističnega društva v Ljubljani; dvakrat je prejel Prešernovo nagrado: leta 1951 za delo na področju gledališke kulture, literarne zgodovine in kritike in leta 1969 za življenjsko delo na področju literarne umetnosti. Po smrti (1975) je prejel še Kidričevo nagrado za življenjsko delo s področja slovstvene zgodovine in teatrologije.
V letu 1976 je postal prvi častni meščan Železnikov. Na Racovniku je na hiši, v kateri je živel v letih 1898–1912, spominska plošča. Ob stoletnici njegovega rojstva je izšel Koblarjev zbornik, v katerem so prispevki s kolokvija o osebnosti in delu prof. Franceta Koblarja.
Po njem je imenovana tudi ulica v Ljubljani.